# 大阪府立池田北高等学校
大阪府立池田北高等学校（おおさかふりつ いけだきた こうとうがっこう）はかつて大阪府池田市の北部に存在した公立の高等学校である。

## 概要
1984年に開校し、2018年3月に閉校した。全日制の課程に普通科のみを設置し、大阪府立高等学校で唯一の音楽専門コースを有していた。通称は、「池北（いけきた）」。
ニュータウン・伏尾台の住宅地の中にあり、標高100メートルほどの高台にあることから、晴れた日は大阪湾まで望むこともでき、淡路島が見えることもある。周囲に緑の多い環境に立地している。元々は大阪教育大学池田分校跡地に建設される予定だったが、移転の遅れで現在の場所に建設された。
校章は、池田市の市花である「さつき」の中に「北」の文字をデザイン化して大きく伸びようとする双葉を表している。
最寄駅は川西市にある能勢電鉄の鼓滝駅であるが、2.6kmほど離れておりバス等の公共交通はない。生徒の多くは6.4kmほど離れた阪急池田駅よりバスにより通学していた。このため、バスの遅延・運休により、始業時間の変更や休校の措置がとられることもあった。大阪府立高等学校としては大阪府立能勢高等学校（大阪府立豊中高等学校能勢分校）の次に北部にあるため、豊能郡豊能町・能勢町などからの生徒も多く在籍していた。
創立当初から音楽専門コースを有していた。音楽専門コースは、生徒の募集などにおいて区別はない。音楽専門コースを希望する生徒は、1年次より芸術選択科目として音楽を選択し、2年次以降は音楽の専門科目を含むカリキュラムを履修する。毎年、30名ほどが選択していた。なお、多数の大学・短期大学から、音楽専門コースは音楽科に準ずるものとしても認められており指定校推薦などがあった。学校設備においても、音楽室のほか、防音室など、音楽関係の設備を比較的多く有していた。音楽大学・短期大学や音楽教育系の大学への進学も多かった。
ほかにも、エスペラント・朝鮮語・中国語などを学ぶ「国際理解」や、伝統技法で自然素材を加工する「造形演習」などの選択科目が開講されていた。
2014年9月3日、大阪府教育委員会は4年連続で定員割れをしていた池田北高等学校の生徒募集を2016年度から停止し、2017年度末をもって閉校する方針を決定した。
池田北高等学校は2018年3月31日をもって閉校し、34年の歴史に幕を閉じた。大阪府立渋谷高等学校に池田北高等学校記念室が設置されている。

## 沿革
- 1984年4月1日 - 開校。
- 2016年4月 - 生徒募集停止。
- 2018年3月1日 - 閉校式。
- 2018年3月31日 - 閉校。

## 跡地利用
跡地については、池田市教育委員会が窓口となって事業を実施する形で、池田市内在住・在勤・在学者での構成されるグループを対象に、運動場の開放を行った。運動場開放事業は2023年9月末で終了することとした。
大阪府教育委員会は、当初、2023年ないし2024年までに学校敷地を入札により売却する方針を明らかにしていたが、2024年の時点では、跡地の活用方法について民間事業者の参入可能性などを探る調査を行っており、特に売却などの処分結果は出ていない。

## 著名な出身者
- 原田樹里 - 女優
- 華雪りら - 元宝塚歌劇団星組娘役

## 交通
- 阪急バス 伏尾台センター停留所。
- 能勢電鉄妙見線 鼓滝駅 東へ約2キロメートル。